# 윈청시
윈청(중국어: 运城, 병음: Yùnchéng)은 중국 산시성의 지급시이다. 예전에는 하동(河東)으로 불렸다. 시내에 있는 소금 호수인 해지(解池)에서는 예부터 소금이 생산되어 이곳의 소금은 당나라 때 장안으로 보내졌다. 2008년 7월 25일 베이징으로 가는 봉송 성화가 이곳을 통과하였다.

## 지리
산시 성 서남부에 위치하고 린펀시, 진청시, 산시성 웨이난시, 허난성 싼먼샤 시, 뤄양 시, 자오쭤 시와 접한다.

## 기후
연평균 기온은 13 °C이고 연평균 강수량은 525mm이다.
| 윈청시 옌후구의 기후                                          | 윈청시 옌후구의 기후 | 윈청시 옌후구의 기후 | 윈청시 옌후구의 기후 | 윈청시 옌후구의 기후 | 윈청시 옌후구의 기후 | 윈청시 옌후구의 기후 | 윈청시 옌후구의 기후 | 윈청시 옌후구의 기후 | 윈청시 옌후구의 기후 | 윈청시 옌후구의 기후 | 윈청시 옌후구의 기후 | 윈청시 옌후구의 기후 | 윈청시 옌후구의 기후 |
| 월                                                            | 1월                  | 2월                  | 3월                  | 4월                  | 5월                  | 6월                  | 7월                  | 8월                  | 9월                  | 10월                 | 11월                 | 12월                 | 연간                 |
| ------------------------------------------------------------- | -------------------- | -------------------- | -------------------- | -------------------- | -------------------- | -------------------- | -------------------- | -------------------- | -------------------- | -------------------- | -------------------- | -------------------- | -------------------- |
| 역대 최고 기온 °C (°F)                                        | 16.4 (61.5)          | 25.2 (77.4)          | 29.6 (85.3)          | 37.6 (99.7)          | 40.2 (104.4)         | 42.7 (108.9)         | 41.4 (106.5)         | 40.8 (105.4)         | 40.0 (104.0)         | 33.2 (91.8)          | 25.3 (77.5)          | 17.5 (63.5)          | 42.7 (108.9)         |
| 일평균 최고 기온 °C (°F)                                      | 5.4 (41.7)           | 10.0 (50.0)          | 16.4 (61.5)          | 23.1 (73.6)          | 28.1 (82.6)          | 32.3 (90.1)          | 33.2 (91.8)          | 31.5 (88.7)          | 26.7 (80.1)          | 20.5 (68.9)          | 13.1 (55.6)          | 6.6 (43.9)           | 20.6 (69.0)          |
| 일일 평균 기온 °C (°F)                                        | −0.6 (30.9)          | 3.7 (38.7)           | 9.8 (49.6)           | 16.4 (61.5)          | 21.6 (70.9)          | 26.2 (79.2)          | 27.8 (82.0)          | 26.2 (79.2)          | 21.1 (70.0)          | 14.6 (58.3)          | 7.0 (44.6)           | 0.7 (33.3)           | 14.5 (58.2)          |
| 일평균 최저 기온 °C (°F)                                      | −5.1 (22.8)          | −1.3 (29.7)          | 4.3 (39.7)           | 10.2 (50.4)          | 15.3 (59.5)          | 20.3 (68.5)          | 23.2 (73.8)          | 21.9 (71.4)          | 16.7 (62.1)          | 10.0 (50.0)          | 2.5 (36.5)           | −3.7 (25.3)          | 9.5 (49.1)           |
| 역대 최저 기온 °C (°F)                                        | −18.9 (−2.0)         | −16.2 (2.8)          | −10.8 (12.6)         | −5.0 (23.0)          | 2.9 (37.2)           | 11.0 (51.8)          | 15.4 (59.7)          | 12.3 (54.1)          | 2.6 (36.7)           | −4.9 (23.2)          | −11.6 (11.1)         | −16.0 (3.2)          | −18.9 (−2.0)         |
| 평균 강수량 mm (인치)                                         | 4.9 (0.19)           | 8.1 (0.32)           | 14.0 (0.55)          | 37.4 (1.47)          | 48.9 (1.93)          | 54.9 (2.16)          | 87.7 (3.45)          | 81.9 (3.22)          | 81.2 (3.20)          | 51.9 (2.04)          | 22.6 (0.89)          | 3.6 (0.14)           | 497.1 (19.56)        |
| 평균 강수일수 (≥ 0.1 mm)                                      | 2.9                  | 3.0                  | 4.1                  | 6.4                  | 7.4                  | 7.5                  | 8.7                  | 8.7                  | 9.4                  | 7.4                  | 4.9                  | 2.2                  | 72.6                 |
| 평균 강설일수                                                 | 3.3                  | 2.4                  | 1.0                  | 0.1                  | 0                    | 0                    | 0                    | 0                    | 0                    | 0                    | 1.2                  | 2.2                  | 10.2                 |
| 평균 상대 습도 (%)                                            | 55                   | 53                   | 51                   | 53                   | 53                   | 54                   | 64                   | 68                   | 69                   | 69                   | 67                   | 59                   | 60                   |
| 평균 월간 일조시간                                            | 131.1                | 139.1                | 176.4                | 210.4                | 231.4                | 222.1                | 221.2                | 200.8                | 158.0                | 144.7                | 132.8                | 136.0                | 2,104                |
| 가능 일조율                                                   | 42                   | 45                   | 47                   | 53                   | 53                   | 51                   | 50                   | 49                   | 43                   | 42                   | 43                   | 45                   | 47                   |
| 출처: 중국기상국 (평년값: 1991년~2020년, 극값: 1951년~2010년) |                      |                      |                      |                      |                      |                      |                      |                      |                      |                      |                      |                      |                      |

## 역사
윈청에서의 인류의 활동은 오래되어 시내의 루이청현 펑링두 진에서 180만 년 전 인류의 유적이 출토되었다(시후두 유적).
또한 화하 문화의 요람으로서 순의 도성인 포판(蒲坂), 우의 안읍(安邑), 중국 최초의 왕조인 하의 도성도 윈청 지역에 세워져 있었다. 춘추시대에는 진에 속했고 기원전 669년에 진 헌공은 강(현재의 장현)에 도성을 정했다. 전국시대에 진나라가 한, 조, 위나라로 분열한 후 위나라의 도성이 안읍(샤현 우 왕성 부근)에 정해져 있었다.
진나라 시황제의 중국 통일 후 목적되면 하동군이 설치되었고 이 명칭은 중화인민공화국 성립까지 사용되었다.
중화인민공화국 성립 후 윈청 전구가 설치되었고 1954년에 린펀 전구와 합병해 진난 전구로 개편되었다. 1970년 행정 개편으로 윈청 지구가 설치되었고 2000년 6월에 지급시인 윈청 시가 탄생해 현재에 이르고 있다.

## 행정 구역

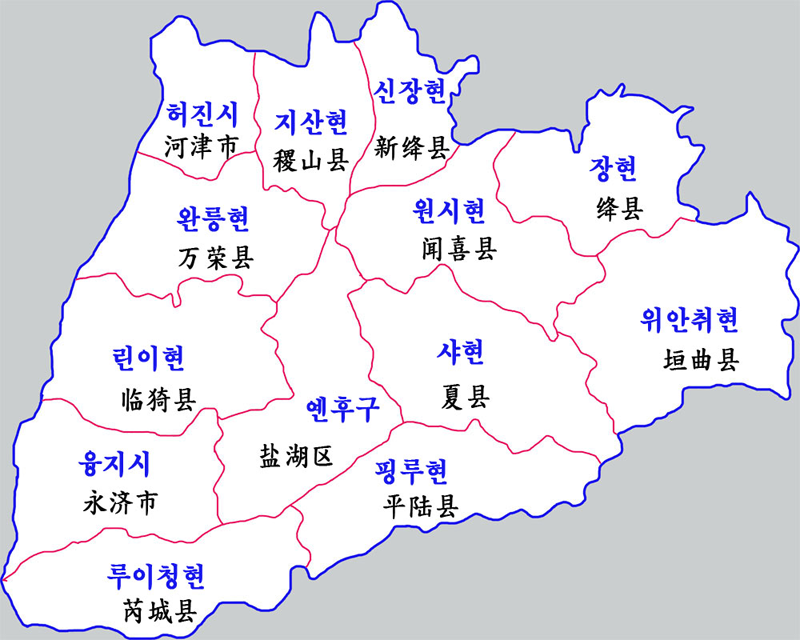
윈청 시 현급 행정구역도

시할구
- 옌후구 (盐湖区)

현급시
- 허진시 (河津市)
- 융지시 (永济市)

현
- 원시현 (闻喜县)
- 신장현 (新绛县)
- 핑루현 (平陆县)
- 위안취현 (垣曲县)
- 장현 (绛县)
- 지산현 (稷山县)
- 루이청현 (芮城县)
- 샤현 (夏县)
- 완룽현 (万荣县)
- 린이현 (临猗县)

## 출신 인물
- 이회 (법가)
- 서문표
- 관우
- 설인귀
- 유종원